# 롤라티니

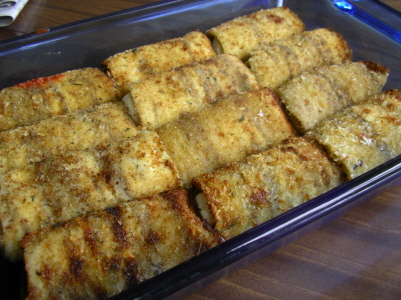
롤라티니

롤라티니 (이탈리아어:Rollatini, rolatini)는 이탈리아식 요리이다. 가지를 썰어서 밀가루에 적시고 리코타 치즈나 다른 치즈를 발라서 둥그렇게 말아 굽는 요리이다. 둥그렇게 말 때에는 가지 대신에 송아지고기, 닭고기, 생선 등을 쓰기도 한다.
롤라티니는 이탈리아어 단어는 아니며 이탈리아에서 이 요리의 이름은 인볼티니(involtini)이다.

## 같이 보기
- 브라치올라